# マルク・ストライテンフェルト
マルク・ストライテンフェルト（Marc Streitenfeld, 1974年 - ）は、ドイツの映画音楽の作曲家である。リドリー・スコット監督とのコラボレーションで知られる。

## 生い立ちと私生活
西ドイツのミュンヘンで生まれる。
2007年以降、フランス系アメリカ人のジュリー・デルピーと交際しており、2009年1月に長男が生まれた。

## キャリア
19歳のときにロサンゼルスに移り、作曲家のハンス・ジマーのアシスタントを務めるようになる。
2005年のリドリー・スコット監督の『キングダム・オブ・ヘブン』で音楽監修を務めた後、スコットの要求で『プロヴァンスの贈りもの』（2006年）の音楽を作曲した。スコットの2007年の映画『アメリカン・ギャングスター』により、英国アカデミー賞作曲賞にノミネートされた。

## フィルモグラフィ
- 『プロヴァンスの贈りもの』 - A Good Year (2006年)
- 『アメリカン・ギャングスター』 - American Gangster (2007年)
- 『ワールド・オブ・ライズ』 - Body of Lies (2008年)
- 『ロビン・フッド』 - Robin Hood (2010年)
- 『クリステン・スチュワート ロストガール』 - Welcome to the Rileys (2010年)
- 『THE GREY 凍える太陽』 - The Grey (2012年)
- 『プロメテウス』 - Prometheus (2012年) ※ハリー・グレッグソン＝ウィリアムズと共作
- 『ジャッキー・コーガン』 - Killing Them Softly (2012年)
- After the Fall (2014年)
- 『ポルターガイスト』 - Poltergeist (2015年)
- 『かごの中の瞳』 - All I See Is You (2016年)
- 『シックス・ミニッツ・トゥ・ミッドナイト』 - Six Minutes to Midnight (2020年)
- 『レイズド・バイ・ウルヴス/神なき惑星』 - Raised by Wolves (2020年-2022年) ※テレビドラマ。ベン・フロストと共作